# Astri Richard
Astri Olga Margareta Richard, ogift Uddenberg, född 25 juli 1900  i Haga församling i Göteborg, död 26 september 1992 i Oscars församling i Stockholm, var en svensk disponent som även var skådespelare i några filmer. 
Astri Richard var dotter till direktören Gustaf Uddenberg och Olga Vidal. Hon gick ut Nya Elementarläroverket för flickor i Göteborg 1917 och var expeditionssekreterare för Röda Korset i Göteborg 1919–1921.
Hon grundade tillsammans med maken konfektionsfirman Erling Richard AB 1925 (vars huvudsakliga produkt var damklänningar). Hon var föreståndare för Norska samfundets klädinsamling i Stockholm 1940, internationell sekreterare i Stockholms Zontaklubb från 1950, ledamot av Mors blomma från 1943, styrelseledamot i Yrkeskvinnors samarbetsförbund (YSF) 1950–1956. Hon reste för Röda Korset 1918–1921 och 1949. Astri Richard hade flera utmärkelser, bland annat från Röda Korset.
På 1920-talet var hon också skådespelare i filmerna Två konungar, En afton hos Gustaf III på Stockholms slott och Farbror Frans.
Hon gifte sig 1922 med direktören Erling Richard (1895–1970) och de fick sönerna Klas (född 1923), gift med Bibi Lindkvist, och Allan (född 1929). Makarna Richard är begravda på Solna kyrkogård.

## Filmografi
- 1925 – Två konungar
- 1925 – En afton hos Gustaf III på Stockholms slott
- 1926 – Farbror Frans